# Брюгген, Франс
Франс Брю́гген (нидерл. Frans Brüggen; 30 октября 1934, Амстердам — 13 августа 2014) — нидерландский дирижёр и флейтист, видный представитель движения аутентичного исполнительства.

## Биография
Учился в Амстердамском музыкальном лицее, затем — в Амстердамском университете. С 1955 — профессор Королевской консерватории в Гааге. В 1981 г. создал Оркестр XVIII века (60 музыкантов из 22 стран мира), играющий на инструментах эпохи. Выступал как солист, играл с оркестром La Petite Bande Сигизвальда Кёйкена, с Густавом Леонхардтом и другими аутентистами. В 1991—1994 гг. руководил Камерным оркестром Нидерландского радио. С 1998 г. — приглашённый дирижёр Парижского оркестра. Дирижировал многими оркестрами Европы, включая оркестр Консертгебау. Преподавал в Гарварде и Беркли.

## Репертуар
В репертуар Брюггена входили композиторы от Пёрселла до Шуберта. Исполнял и произведения современных композиторов, среди которых Лучано Берио, Луи Андриссен).

## Награды
- Рыцарь ордена Нидерландского льва.
- Золотая Почётная медаль искусств и наук[нидерл.] (Нидерланды).
- Золотая Медаль «За заслуги в культуре Gloria Artis» (2005, Польша)[2].